# Махунарке
Махунарке (легуминозе) је врста појединачних, пуцајућих плодова. Отвара се пуцајући преко два уздужна шава, „трбушног“ и „леђног“. Попут мешка, овај плод настаје од једног оплодног листића. Типска махуна је дугуљастог изгледа, чија величина зависи од броја семена на трбушном шаву (пример махуне врсте Laburnum vulgare). Постоје и знатно измењене махуне у односу на типску. Измењене махуне су: надувена, спљоштена, махуна у виду бројанице, увијена и сабљаста махуна. Постоје и непуцајуће махуне (јављају се нпр. код гледичије и рогача).

## Увод
У махунарке (легуминозе) убрајају се многобројне врсте поврћа: боб, боранија, грашак, кикирики, наут (леблебија), пасуљ, сочиво и соја. Плод ових биљака смештен је у махуни.
На њиховом корену формирају се кврзице у којима живе бактерије (азотофиксатори) које са биљком живе у симбиози. Оне дају биљци азот, изграђују аминокиселине протеина (беланчевина) у плодовима махунарки, а од ње узимају храну. Махунарке представљају најбогатији извор протеина који имају мању биолошку вредност од оних из житарица (због ниског садржаја есенцијалне аминокиселине метионин). Веома су хранљиве, енергетски јаке и лековите. Богате су биолошким квалитетним протеинима, посебно глобулином (око 28%), сложеним угљеним хидратима (око 65%), мањим количинама биљне масти, ензимима, великим количинама минерала(знатне количине калијума, гвожђа, фосфора, а нешто мање калцијума, магнезијума и цинка) и витаминима групе Б (ниацин, тиамин, пантотенска киселина и пиридоксин), нера створљивим, делимично растворљивим и потпуно растворљивим влакнима, која у цревима стварају гел. Код махуна, за разлику од житарица, алеуронски слој није чврсто срастао са честицама скроба, па се са љуском може одстранити. Љуска плода после натапања водом, лако се одстрањује љуштењем, па се ољуштено зрно припрема у облику пиреа. Љуска махунарки богата је целулозом, пектинским и другим тешко сварљивим материјама.
Нерастворљива влакна у махунаркама не варе се у танком цреву, али покрећу њихов садржај до дебелог црева. Ту их бактерије разлажу и стварају масне киселине кратког ланца. Нерастворљива влакна дају масу столици и брже их покрећу, тако спречавају материје да се лепе на зид дебелог црева и узрокују рак.
Лековита својства махунарки: пасуљ (нарочито бели и црвени) и тофу (сир од соје), неутралишу вишак желудачне киселине. Богатство калијума код махунарки доприноси регулисању срчаног ритма и промету материја у ћелијама, спречавају стварање камена у жучи.
Махунарке се споро варе и као глукоза постепено прелазе у крв. Не смеју се користити некуване, јер садрже беланчевину лектин која изазива мучнину, повраћање, хеморагични ентеритис, дијареју и чеону главобољу. Лектин се десетоминутним кувањем потпуно уништава (разара).

## Људска конзумација
Зрна махунарки се узгајају ради њиховог семена, које се користи за људску и животињску конзумацију или за индустријску производњу уља. Махунаста зрна укључују пасуљ, сочиво, лупин, грашак и кикирики.

### Нутритивна вредност
Махунарке су значајан извор протеина, дијеталних влакана, угљених хидрата и дијеталних минерала; на пример, 100 грама сервиране кувана леблебије садржи 18 процената дневне вредности (ДВ) протеина, 30 одсто прехрамбених влакана, 43 одсто фолата и 52 одсто мангана. Као и друге биљне намирнице, махунарке не садрже холестерол, и имају мали садржај масти или натријума.
Махунарке су такође одличан извор отпорног скроба који разлажу бактерије у дебелом цреву да би се формирале масне киселине кратких ланца (као што је бутират) које користе цревне ћелије као прехрамбену енергију.
Прелиминарне студије на људима обухватају потенцијал редовне конзумације махунарки у биљној исхрани с циљем смањења преваленције или ризика од развоја метаболичког синдрома. Постоје докази да порција махунарки (отприлике једна чаша дневно) у исхрани може да помогне у снижавању крвног притиска и смањењу нивоа ЛДЛ холестерола, иако постоји забринутост у погледу квалитета пратећих података.

### Основна припрема махунарки
Припрема зрна
Зрна треба пробрати, опрати, оцедити и ставити у већи суд.
Потапање зрна
Потапање зрна се обавља на више начина:
1. неколико сати у млакој води,
2. преко ноћи у хладној води, или
3. у кључалој води 10 минута, затим се оцеди и оставља у хладној води 60 минута. Дуже време омекшавања зрна смањује време кувања. Држање у води омекшава зрна и чини их јестивијим, замењује им изгубљене сокове приликом сушења и тиме их чини лакшим за варење. Количина воде за потапање треба да буде 3-4 пута виша него сувог зрна махунарки.

Сочиво и сушени грашак обично се не омекшавају, а ако се потапа довољно је 2 сата. Вода у којој се зрна потапају се баца, јер садржи отровне супстанце пурина и друге непожељне „јин” елементе.
Кување зрна
Пре кувања зрна се исперу под јаким млазом текуће хладне воде и процеде, ставе у лонац и прелију хладном водом у троструко већој количини него што су зрна, не додајући со или било какву киселину (лимун, парадајз и сл.), јер они утичу на отврдњавање љуске. Када вода са зрневљем прокључа, смањити температуру, напола поклопити лонац и пустити да полагано крчка колико је потребно да потпуно омекшају. Ако се припремају мешањем са другим намирницама, онда се поступа према упутствима у рецепту. Време кувања соје претходно омекшаних зрна је око 90 минута у лонцу под притиском, а око 3 сата у обичном лонцу. За сочиво и азуки пасуљ је у лонцу под притиском 40–50 минута или око 90 минута у обичном лонцу. Прекомерна течност се након кувања може искористити за припрему супе.

### Махунасто поврће
- Бамија, бамња, окра (Abelmoschus esculentus)
- Боб
- Боранија, махуњача (Phaseolus vulgaris L.)
- Грашак (Pisum sativum)
- Кикирики, арахид (Arachis hypogaea)
- Наут, леблебија, сланутак (Cicer arietinum)
- Пасуљ, грах, фажол (Phaseoli legument)
- Сочиво, леча (Lens culinaris)
- Соја

## Фиксација азота
Многе махунарке садрже симбиотичке бактерије зване Rhizobia унутар коренских квржица њихових коренских система. (Биљке из рода Styphnolobium су један од изузетака овог правила.) Те бактерије имају специјалну способност азотофиксације полазећи од атмосферског, молекуларног азота (N2) у амонијак (NH3). Хемијска реакција је:
N2 + 8H+ + 8e− → 2NH3 + H2
Амонијак се затим конвертује у другу форму, амонијум (NH+
4), коју (неке) биљке могу да користе путем реакције:
NH3 + H+ → NH+
4
Овакав аранжман значи да су квржице корена извор азота за махунарке, што их чини релативно богатим биљним протеинима. Сви протеини садрже азотне аминокиселине. Стога је азот неопходан састојак у производњи протеина. Стога се махунарке убрајају у најбоље изворе биљних протеина.
Када биљка махунарка угине на пољу, на пример након жетве, њен сав преостали азот, уграђен у аминокиселине унутар преосталих делова биљке, враћа се у земљу. У земљишту се аминокиселине претварају у нитрат (NO−
3), што чини азот доступним другим биљкама, те служи као ђубриво за будуће усеве.
У многим традиционалним и органским пољопривредним праксама, уобичајена је ротација усева којом су обухваћене махунарке. Наизменичним узгојем, махунарки и немахунарки, понекад сејањем немахунарки два пута заредом, а затим махунарки, поље обично прима довољну количину азотних једињења да би се постигао добар резултат, чак и када је усев немахунаст. Махунарке се понекад називају „зеленим гнојивом”.
Шри Ланка је развила пољопривредну праксу познату као кокос-соја међукултура. Зрна махунарки се узгајају у кокосовим (Cocos nuficera) шумарцима на два начина: интеркропирање или као усев. Махунарке се узгајају углавном због њихових протеина, биљног уља и способности да одржавају плодност тла. Међутим, континуирано гајење међукултуре након 3-4 године значајно смањује приносе зрна.